# Yaacob Ibrahim

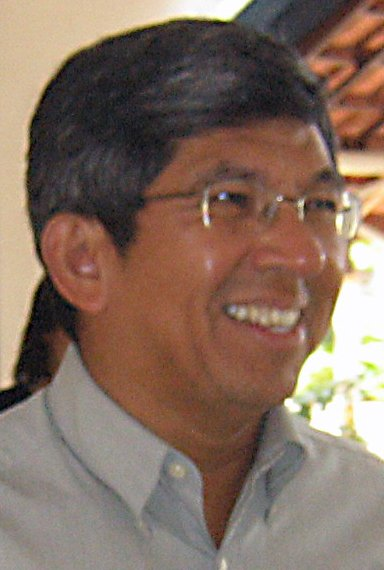
Yaacob Ibrahim (2006)

Yaacob bin Ibrahim (* 3. Oktober 1955 in einer britischen Kolonie in Singapur) ist ein singapurischer Politiker (PAP). Als Mitglied der Regierungspartei People's Action Party war er zuvor Minister für Kommunikation und Information, Minister für muslimische Angelegenheiten und Minister für Cybersicherheit. Er war von 1997 bis 2020 Mitglied des singapurischen Parlamentes.

## Persönliches Leben
Yaacob Ibrahim ist seit seiner Schulzeit im Zivildienst tätig und war an mehreren Organisationen beteiligt. Darunter fallen die Association of Muslim Professionals, Jamiyah, Majlis Ugama Islam Singapura und die Nature Society. Er war zunächst dort als ehrenamtlicher Tutor angestellt und wurde später im März 2002 Vorsitzender des Rates für die Entwicklung der malaiisch-muslimischen Gemeinschaft in Singapur (Yayasan Mendaki).
Yaacob ist verheiratet und hat einen Sohn und eine Tochter. Fragen über die Staatsbürgerschaft seines Sohnes und ob er dem Staatsdienst Singapurs dienen würde, wurden aufgeworfen, als ein diplomatisches Telegramm der US von WikiLeaks die beiden Kinder des Ministers als US-Bürger bezeichnete. Als Reaktion darauf stellte Yaacob klar, dass seine beiden Kinder, aufgrund der amerikanischen Staatsbürgerschaft seiner Frau, bis zu ihrem 18. Lebensjahr die doppelte amerikanische und singapurische Staatsbürgerschaft besitzen. Außerdem bestätigte er, dass sein Sohn dem Staatsdienst dienen werde.
Yaacob hat drei Geschwister. Sein ältester Bruder heißt Ismail Ibrahim. Seine Schwester Zuraidah Ibrahim war eine ehemalige Journalistin der The Straits Times und arbeitet nun bei der South China Morning Post. Sein jüngerer Bruder Latiff Ibrahim ist Anwalt.

## Bildung und frühe Karriere
Yaacob wurde an der Tanjong Katong Technical Secondary School ausgebildet. 1980 schloss er sein Studium an der National University of Singapore mit Auszeichnung in Bauingenieurwesen ab und erlangte 1989 einen Doktortitel in Philosophie an der Stanford University. Er war danach Postdoc an der Cornell University. 1990 kehrte er nach Singapur zurück und wechselte 1991 an eine Fakultät der National University of Singapore. 1994 erhielt Yaacob den Award für hervorragende Lehrleistungen seines Fachbereiches. Derzeit ist er als außerordentlicher Professor von der Universität beurlaubt.

## Politische Karriere
Yaacob ist seit 1997 für den Wahlkreis der Vertretung der Jalan Besar-Gruppe und für den Wahlkreis der Vertretung der Moulmein-Kallang-Gruppe Mitglied des Parlaments zuständig. Er war auch der erste Bürgermeister des Central Singapore District von April bis November 2001.
Yaacob war parlamentarischer Sekretär (1. Juli 1998 bis 30. April 2001) und leitender parlamentarischer Sekretär (1. April 2001 bis 23. November 2001) im Ministerium für Kommunikation und Informationstechnologie. Im November 2001 wurde er Staatsminister im Ministerium für Gemeindeentwicklung und Sport. Später im März 2002 wurde Yaacob der amtierende Minister für Gemeindeentwicklung und Sport sowie der für muslimische Angelegenheiten zuständige Minister und im Mai 2003 ein ordentliches Mitglied des Kabinetts.
2004 wurde er Minister für Umwelt und Wasserressourcen und muslimische Angelegenheiten. Als solcher war einer der Unterzeichner der Botschaft aus Amman. Nachdem der Bukit-Timah-Kanal 2009 nach einem heftigen Regenschauer über die Ufer getreten war und Teile von Bukit-Timah überschwemmt hatte, bemerkte Yaacob, dass es sich um ein „ungewöhnliches“ Ereignis handelte, welches „einmal in 50 Jahren vorkam“. Das Land wurde zwischen 2010 und 2013 von mehr als 70 weiteren Sturzfluten heimgesucht.
Im Mai 2011 wurde Yaacob bei einer Kabinettsumbildung Minister für Information, Kommunikation und Kunst. Er fungiert weiterhin als Minister für muslimische Angelegenheiten. Yaacob ist stellvertretender Vorsitzender des Central Executive Committee (PAP).
Yaacob Ibrahim trat am 30. April 2018 aus dem Kabinett zurück. Sein Nachfolger für das Ministerium für Kommunikation und Information ist S. Iswaran, im November 2018 als Vorsitzender des Central Executive Committee (PAP) zurück.
Yaacob Ibrahim zog sich am 23. Juni 2020 aus der Politik zurück. Seine Nachfolgerin für das Kabinett ist Josephine Teo im Jalan Besar GRC und Wan Rizal Wan Zakariah im Wahlkreis Kolam Ayer.